# Пам'ятки історії Волочиського району
У Волочиському районі Хмельницької області згідно з даними управління культури, туризму і курортів Хмельницької облдержадміністрації перебуває 92 пам'ятки історії. 88 з них присвячено подіям Другої світової війни.
| № пп | Охорон. номер | Найменування | Місцезнаходження                                | Рік встановлення         | Автор                                                                      |
| ---- | ------------- | --- | ----------------------------------------------- | ------------------------ | -------------------------------------------------------------------------- |
| 1    | 197           | Братська могила радянських воїнів | М. Волочиськ, вул. Довженка, 12                 | 1956, реконструкція 1987 | № 66 від 11.03.1972                                                        |
| 2    | 262           | Приміщення, у якому перебував штаб Волочиського полку 2-ї української радянської дивізії; штаб кавалерійської бригади героя громадянської війни Г. І. Котовського | М. Волочиськ, вул. Котовського, 2               | Кінець XIX ст. 1967      | № 84 від 25.03.1971                                                        |
| 3    | 2073          | Братська могила жертв фашизму | М. Волочиськ, вул. Котовського, 9               | 1947                     | № 31 від 19.01.1983                                                        |
| 4    | 279           | Пам'ятний знак на честь військових частин, які визволяли Волочиський район від німецько-фашистських загарбників                                                   | М. Волочиськ, вул. Лисенка, 5                   | 1984                     | № 73 від 01.04.1987                                                        |
| 5    | 1587          | Меморіальний комплекс: Братська могила радянських воїнів, пам'ятний знак на честь воїнів-земляків                                                                 | М. Волочиськ, вул. Музейна, 9                   | 1975                     | № 31 від 19.01.1983                                                        |
| 6    | 190           | Меморіальний комплекс: Братська могила радянських воїнів, могила помкомбрига Червоного козацтва Д. С. Самуся.                                                     | м. Волочиськ, вул. Незалежності, 225            | 1956                     | Місцеві майстри                                                            |
| 7    | 390           | Пам'ятний знак на честь транспортування газети «Іскра» і марксистської літератури                                                                                 | М. Волочиськ, вул. Привокзальна 10              | 1986                     | Хмельницькі ХВМ                                                            |
| 8    | 208           | Пам'ятний знак на честь воїнів-односельчан | С. Баглаї, вул. Центральна, 1                   | 1968                     | Львівська КСФ                                                              |
| 9    | 209           | Пам'ятний знак на честь воїнів-односельчан | С. Бальківці, вул. Штеменка                     | 1965                     | Скульптор — В. Л. Лисюк                                                    |
| 10   | 185           | Братська могила радянських воїнів | С. Богданівка, вул. Центральна, 50              | 1956                     | Львівська КСФ                                                              |
| 11   | 210           | Пам'ятний знак на честь воїнів-односельчан | С. Богданівка, вул. Першотравнева, 6            | 1967                     | Львівська КСФ, скульптор — А. В. Кронгауз                                  |
| 12   | 211           | Пам'ятний знак на честь воїнів-односельчан | С. Бокиївка, вул. Жовтнева, 5 а                 | 1967                     | Львівська КСФ, скульптор — В. Г. Гуменюк                                   |
| 13   | 186           | Братська могила радянських воїнів | С. Бронівка, вул. Шкільна                       | 1956                     | Львівська КСФ                                                              |
| 14   | 212           | Пам'ятний знак на честь воїнів-односельчан | С. Бронівка, вул. Шкільна                       | 1969                     | Львівська КСФ                                                              |
| 15   | 187           | Братська могила радянських воїнів | С. Бубнівка                                     | 1948                     | Львівська КСФ                                                              |
| 16   | 214           | Пам'ятний знак на честь воїнів-односельчан | С. Бубнівка, вул. Центральна, 45                | 1965                     | Львівська КСФ                                                              |
| 17   | 213           | Пам'ятний знак на честь 53-ї танкової бригади | С. Бубнівка, 500 м на північ                    | 1975                     | Ашинський металургійний комбінат                                           |
| 18   | 286           | Пам'ятний знак на честь 50-річчя колгоспу | С. Бубнівка, Центральна, 43                     | 1975                     | Київське ХВО «Художник», скульптор — М. Котков, архітектор — І. Шемседінов |
| 19   | 215           | Пам'ятний знак на честь воїнів-односельчан | С. Великі Жеребки, вул. Центральна,             | 1968                     | Львівська КСФ                                                              |
| 20   | 216           | Пам'ятний знак на честь воїнів-односельчан | С. Видава, вул. Центральна, 15                  | 1969                     | Львівська КСФ                                                              |
| 21   | 188           | Братська могила радянських воїнів | смт Війтівці, вул. Радянська, 8                 | 1964                     | Скульптор — Ю. А. Столбов                                                  |
| 22   | 191           | Меморіальний комплекс: Братська могила радянських воїнів, пам'ятний знак на честь воїнів-односельчан                                                              | С. Вочківці, вул. Центральна, 19                | 1967—1986                | Львівська КСФ                                                              |
| 23   | 217           | Пам'ятний знак на честь воїнів-односельчан | С. Гайдайки, вул. Миру, 2б                      | 1965                     | Скульптор — Тітко                                                          |
| 24   | 192           | Братська могила радянських воїнів | С. Гарнишівка, вул. Шевченка, 1-а               | 1956                     | Львівська КСФ Автор — Ю. А. Столбов                                        |
| 25   | 218           | Пам'ятний знак на честь воїнів-односельчан | С. Гарнишівка вул Грушевського 27в              | 1965                     | Місцеві майстри                                                            |
| 26   | 219           | Пам'ятний знак на честь воїнів-односельчан | С. Глядки, вул. Б. Хмельницького, 2б            | 1966                     | Скульптор — А. П. Мисько                                                   |
| 27   | 2080          | Пам'ятний знак на честь воїнів-односельчан | С. Гонорівка                                    | 1967                     | Місцеві майстри                                                            |
| 28   | 221           | Пам'ятний знак на честь воїнів-односельчан | С. Дзеленці, вул. Московська, 25                | 1967                     | Місцеві майстри                                                            |
| 29   | 194           | Братська могила радянських воїнів | С. Завалійки, вул. Молодіжна, 29                | 1957                     | Львівська КСФ                                                              |
| 30   | 222           | Пам'ятний знак на честь воїнів-односельчан | С. Завалійки, вул. Центральна, 88               | 1965                     | Місцеві майстри                                                            |
| 31   | 2077          | Пам'ятний знак на честь воїнів-односельчан | С. Зайчики, вул. Центральна, 19                 | 1975                     | Львівська КСФ                                                              |
| 32   | 195           | Братська могила радянських воїнів | С. Зелена, вул. Незалежності, 17                | 1952                     | Львівська КСФ                                                              |
| 33   | 223           | Пам'ятний знак на честь воїнів-односельчан | С. Зелена, вул. Незалежності, 14                | 1965                     | Місцеві майстри                                                            |
| 34   | 224           | Пам'ятний знак на честь воїнів-односельчан | С. Іванівка, вул. Шкільна, 2                    | 1967                     | Місцеві майстри                                                            |
| 35   | 225           | Пам'ятний знак на честь воїнів-односельчан | С. Іванівці, вул. Центральна, 2                 | 1964                     | Місцеві майстри                                                            |
| 36   | 2074          | Пам'ятник спаленому селу | С. Канівка, вул. Центральна, 2                  | 1986                     | Київське ХВО «Художник»                                                    |
| 37   | 196           | Братська могила радянських воїнів | С. Клинини, вул. Шкільна, 10                    | 1955                     | Львівська КСФ                                                              |
| 38   | 226           | Пам'ятний знак на честь воїнів-односельчан | С. Клинини, вул. Перемоги, 24                   | 1965                     | Місцеві майстри                                                            |
| 39   | 227           | Пам'ятний знак на честь воїнів-односельчан | С. Копачівка, вул. Леніна, 10                   | 1967                     | Львівська КСФ                                                              |
| 40   | 189           | Братська могила радянських воїнів | С. Користова, вул. Незалежності, 38             | 1956                     | Львівська КСФ                                                              |
| 41   | 228           | Пам'ятний знак на честь воїнів-односельчан | С. Користова, вул. Незалежності, 38             | 1965                     | Місцеві майстри                                                            |
| 42   | 198           | Братська могила радянських воїнів | С. Кривачинці, вул. Перемоги, 1                 | 1956, заміна 1987        | Львівська КСФ                                                              |
| 43   | 229           | Пам'ятний знак на честь воїнів-односельчан | С. Кривачинці, вул. Центральна, 8               | 1965                     | Місцеві майстри                                                            |
| 44   | 230           | Пам'ятний знак на честь воїнів-односельчан | С. Криштопівка, вул. Миру, 2                    | 1964                     | Місцеві майстри                                                            |
| 45   | 199           | Меморіальний комплекс: Братська могила радянських воїнів, пам'ятний знак на честь воїнів-односельчан                                                              | С. Купіль, вул. Жиліна, 37                      | 1965, реконструкція 1985 | Львівська КСФ автор — В. І. Столбов                                        |
| 46   | 2078          | Братська могила жертв фашизму | С. Купіль, вул. Жиліна, 62                      | 1948                     | Місцеві майстри                                                            |
| 47   | 200           | Братська могила радянських воїнів | С. Курилівка, вул. Центральна, 13-а             | 1957                     | Львівська КСФ                                                              |
| 48   | 231           | Пам'ятний знак на честь воїнів-односельчан | С. Курилівка, вул. Центральна, 20-а             | 1965                     | Скульптор — М. Н. Рихвин                                                   |
| 49   | 232           | Пам'ятний знак на честь воїнів-односельчан | С. Куровечка, вул. Л. Українки, 2               | 1967, заміна 1992        | Місцеві майстри                                                            |
| 50   | 233           | Пам'ятний знак на честь воїнів-односельчан | С. Кушнирівка, вул. Гагаріна, 28                | 1968                     | Місцеві майстри                                                            |
| 51   | 234           | Пам'ятний знак на честь воїнів-односельчан | С. Кушнирівська Слобідка, вул. Б. Хмельницького | 1967                     | Львівська КСФ                                                              |
| 52   | 235           | Пам'ятний знак на честь воїнів-односельчан | С. Левківці, вул. А. Лемешка, 2-а               | 1969                     | Львівська КСФ                                                              |
| 53   | 236           | Пам'ятний знак на честь воїнів-односельчан | С. Личівка, вул. Перемоги, 2                    | 1960                     | Місцеві майстри                                                            |
| 54   | 237           | Пам'ятний знак на честь воїнів-односельчан | С. Лозова, вул. Першотравнева, 18               | 1966                     | Скульптор — А. П. Мисько                                                   |
| 55   | 238           | Пам'ятний знак на честь воїнів-односельчан | С. Лонки, вул. Примуда, 17                      | 1965                     | Львівська КСФ                                                              |
| 56   | 284           | Братська могила радянських воїнів | С. Маначин, вул. Центральна, 1                  | 1954                     | Львівська КСФ                                                              |
| 57   | 2211          | Могила Б. В. Жаркова | С. Маначин, кладовище                           | 1985                     | Місцеві майстри                                                            |
| 58   | 263           | Будинок, у якому розміщувався штаб 8-ї червоної козачої дивізії                                                                                                   | С. Маначин, вул. Шкільна, 1                     | 1918—1967                | Місцеві майстри                                                            |
| 59   | 239           | Пам'ятний знак на честь воїнів-односельчан | С. Маначин, вул. Центральна, 5                  | 1967                     | Львівська КСФ                                                              |
| 60   | 240           | Пам'ятний знак на честь воїнів-односельчан | С. Мирівка, вул. Миру, 18                       | 1968                     | Львівська КСФ                                                              |
| 61   | 2079          | Пам'ятний знак на честь воїнів-односельчан | С. Мислова, вул. О. Матросова, 6                | 1967                     | Місцеві майстри                                                            |
| 62   | 241           | Пам'ятний знак на честь воїнів-односельчан | С. Мочулинці, вул. Центральна, 1                | 1967                     | Місцеві майстри                                                            |
| 63   | 242           | Пам'ятний знак на честь воїнів-односельчан | С. Ожигівці, вул. Центральна, 11                | 1967                     | Львівська КСФ                                                              |
| 64   | 202           | Братська могила радянських воїнів | С. Павликівці, вул. Шкільна, 29                 | 1957                     | Львівська КСФ                                                              |
| 65   | 243           | Пам'ятний знак на честь воїнів-односельчан | С. Павликівці, вул. Центральна, 1               | 1967                     | Місцеві майстри                                                            |
| 66   | 244           | Пам'ятний знак на честь воїнів-односельчан | С. Пахутинці, вул. Центральна, 5                | 1958                     | Львівська КСФ                                                              |
| 67   | 245           | Пам'ятний знак на честь воїнів-односельчан | С. Петриківці, вул. Слави, 4-а                  | 1964                     | Місцеві майстри                                                            |
| 68   | 264           | Пам'ятний знак на місці загибелі Г. В. Гордієвич | С. Петрівка, вул. Г. Гордієвич, 13а             | 1966                     | Місцеві майстри                                                            |
| 69   | 203           | Братська могила радянських воїнів | С. Писарівка, кладовище                         | 1956                     | Львівська КСФ                                                              |
| 70   | 246           | Пам'ятний знак на честь воїнів-односельчан | С. Писарівка, вул. Першотравнева, 54            | 1969                     | Місцеві майстри                                                            |
| 71   | 193           | Братська могила радянських воїнів | С. Поляни, вул. Леніна, 37                      | 1956                     | Львівська КСФ                                                              |
| 72   | 247           | Пам'ятний знак на честь воїнів-односельчан | С. Попівці, вул. Шкільна, 2                     | 1967                     | Місцеві майстри                                                            |
| 73   | 248           | Пам'ятний знак на честь воїнів-односельчан | С. Порохня, вул. Гагаріна, 14                   | 1966                     | Місцеві майстри                                                            |
| 74   | 2081          | Пам'ятний знак на честь воїнів-односельчан | С. Постолівка, вул. Центральна, 16              | 1970                     | Львівська КСФ                                                              |
| 75   | 2212          | Пам'ятний знак на честь воїнів-односельчан | С. Раціборівка, вул. Центральна, 47б            | 1971                     | Київське ХВО «Художник»                                                    |
| 76   | 249           | Пам'ятний знак на честь воїнів-односельчан | С. Ріпна, вул. Щорса, 1                         | 1967                     | Місцеві майстри                                                            |
| 77   | 204           | Братська могила радянських воїнів | С. Рябіївка, вул. Центральна, 28-а              | 1955                     | Львівська КСФ                                                              |
| 78   | 250           | Пам'ятний знак на честь воїнів-односельчан | С. Рябіївка, вул. Центральна, 28-а              | 1966                     | Місцеві майстри                                                            |
| 79   | 205           | Меморіальний комплекс: Братська могила радянських воїнів, пам'ятний знак на честь воїнів-односельчан                                                              | С. Сарнів, вул. Центральна, 31                  | 1967, заміна 1992        | Львівська КСФ                                                              |
| 80   | 251           | Пам'ятний знак на честь воїнів-односельчан | С. Соломна, вул. Центральна, 19-а               | 1968                     | Львівська КСФ                                                              |
| 81   | 206           | Братська могила радянських воїнів | С. Тарноруда, вул. Незалежності, 23             | 1964                     | Львівська КСФ                                                              |
| 82   | 252           | Пам'ятний знак на честь воїнів-односельчан | С. Трительники, вул. Центральна, 4              | 1968                     | Львівська КСФ                                                              |
| 83   | 207           | Братська могила радянських воїнів | С. Федірки, вул. Леніна, 14                     | 1955                     | Львівська КСФ                                                              |
| 84   | 253           | Пам'ятний знак на честь воїнів-односельчан | С. Федірки, вул. Леніна, 14                     | 1968                     | Львівська КСФ                                                              |
| 85   | 254           | Пам'ятний знак на честь воїнів-односельчан | С. Холодець, вул. Терешкової, 1                 | 1967                     | Місцеві майстри                                                            |
| 86   | 255           | Пам'ятний знак на честь воїнів-односельчан | С. Червоний Кут, вул. Гагаріна                  | 1968                     | Львівська КСФ                                                              |
| 87   | 256           | Пам'ятний знак на честь воїнів-односельчан | С. Червоний Острів, вул. Польова, 2             | 1967                     | Скульптор — І. Н. Терлецький                                               |
| 88   | 257           | Пам'ятний знак на честь воїнів-односельчан | С. Чернява, вул. Б. Хмельницького, 20б          | 1966                     | Місцеві майстри                                                            |
| 89   | 258           | Пам'ятний знак на честь воїнів-односельчан | С. Чухелі, пров. Шкільний, 1-а                  | 1966                     |                                                                            |
| 90   | 259           | Пам'ятний знак на честь воїнів-односельчан | С. Шмирки, вул. Шевченка, 2                     | 1965                     | Місцеві майстри                                                            |
| 91   | 260           | Пам'ятний знак на честь воїнів-односельчан | С. Юхимівці, вул. Жовтнева, 1-а                 | 1965, заміна 1995        | МП «Артцентр», скульптор — Р. Ф. Гасанов                                   |
| 92   | 261           | Пам'ятний знак на честь воїнів-односельчан | С. Яхнівці, вул. Центральна, 39                 | 1965                     | Скульптор — А. П. Мисько                                                   |
|      |               | |                                                 |                          |                                                                            |